# Kabinett Shinzō Abe II
Das zweite Kabinett Abe (jap. 第2次安倍内閣, dainiji Abe naikaku) regierte Japan unter Führung von Premierminister Shinzō Abe vom 26. Dezember 2012 in dieser Form bis zu einer Kabinettsumbildung am 3. September 2014.
Abe wurde am 26. Dezember von beiden Kammern des Parlaments zum Premierminister gewählt, er und das Kabinett wurden noch am gleichen Tag ernannt. Am 16. Dezember 2012 hatte die Liberaldemokratische Partei (LDP) bei der Shūgiin-Wahl 2012 die Mehrheit im Shūgiin, dem Unterhaus des nationalen Parlaments, gewonnen und bildete anschließend eine Regierungskoalition mit der Kōmeitō. Abe ist der erste Premierminister seit Shigeru Yoshida 1948, der nach einer Unterbrechung erneut Premierminister wurde.
Die Regierung begann kurz nach ihrem Amtsantritt eine radikale Wirtschafts- und Finanzpolitik; diese wurde als Abenomics bekannt.

## Staatsminister
| Amt | Name              | Bild              | Kammer  | Fraktion | Faktion     |
| --- | ----------------- | ----------------- | ------- | -------- | ----------- |
| Premierminister | Shinzō Abe        | Shinzō Abe        | Shūgiin | LDP      | (Machimura) |
| Erster designierter Minister nach Artikel 9 des Kabinettsgesetzes (Vizepremierminister) Finanzminister Minister für den Finanzsektor zuständig für das Überwinden der Deflation und Bekämpfung der Yen-Stärke (defure dakkyaku・en-daka taisaku)                                                                         | Tarō Asō          | Tarō Asō          | Shūgiin | LDP      | Asō         |
| Staatsminister, die ein Ministerium leiten |                   |                   |         |          |             |
| Minister für Innere Angelegenheiten und Kommunikation Minister für Dezentralisierungsreform (chihō bunken kaikaku), nationale strategische Sonderzonen (kokka senryaku tokubetsu kuiki, ab 13. Dezember 2013) zuständig für die „Belebung der Regionen“ (chiiki kasseika), das Dōshūsei                                  | Yoshitaka Shindō  | Yoshitaka Shindō  | Shūgiin | LDP      | Nukaga      |
| Justizminister | Sadakazu Tanigaki | Sadakazu Tanigaki | Shūgiin | LDP      | Tanigaki    |
| Außenminister | Fumio Kishida     | Fumio Kishida     | Shūgiin | LDP      | Kishida     |
| Minister für Bildung, Kultur, Sport, Wissenschaft und Technologie zuständig für die „Regeneration der Bildung“ (kyōiku saisei), die Olympischen und Paralympischen Spiele Tokio (Tōkyō Olympic・Paralympic; ab 13. September 2013)                                                                                       | Hakubun Shimomura | Hakubun Shimomura | Shūgiin | LDP      | Machimura   |
| Minister für Gesundheit, Arbeit und Soziales | Norihisa Tamura   | Norihisa Tamura   | Shūgiin | LDP      | Nukaga      |
| Minister für Landwirtschaft, Forsten und Fischerei | Yoshimasa Hayashi | Yoshimasa Hayashi | Sangiin | LDP      | Kishida     |
| Minister für Wirtschaft, Handel und Industrie Minister für die „Organisation zur Unterstützung der Atomkraftentschädigungen“ (genshiryoku songai baishō shien kikō) zuständig für „wirtschaftliche Schäden durch die Atomkraft“ (genshiryoku keizai higai), die „Wettbewerbsfähigkeit der Industrie“ (sangyō kyōsōryoku) | Toshimitsu Motegi | Toshimitsu Motegi | Shūgiin | LDP      | Nukaga      |
| Minister für Land, Infrastruktur und Verkehr | Akihiro Ōta       | Akihiro Ōta       | Shūgiin | Kōmeitō  | —           |
| Umweltminister Minister für „Atomkraftkatastrophenschutz“ (genshiryoku bōsai) | Nobuteru Ishihara | Nobuteru Ishihara | Shūgiin | LDP      | Ishihara    |
| Verteidigungsminister | Itsunori Onodera  | Itsunori Onodera  | Shūgiin | LDP      | Kishida     |
| Chefkabinettssekretär |                   |                   |         |          |             |
| Leiter des Kabinettssekretariats zuständig für die „Stärkung der nationalen Sicherheit“ (kokka anzen hoshō kyoka) | Yoshihide Suga    | Yoshihide Suga    | Shūgiin | LDP      | —           |
| Staatsminister ohne Ministerium |                   |                   |         |          |             |
| Wiederaufbauminister pauschal zuständig für die Erholung vom Atomkraftunfall von Fukushima (Fukushima gempatsu jiko saisei sōkatsu tantō) | Takumi Nemoto     | Takumi Nemoto     | Shūgiin | LDP      | Kishida     |
| Vorsitzender der Nationalen Kommission für Öffentliche Sicherheit Minister für Katastrophenschutz zuständig für die „Entführungsfrage“ (rachi mondai), „Stärkung der Ausdauer des Landes“ (kokudo kyōjinka) | Keiji Furuya      | Keiji Furuya      | Shūgiin | LDP      | —           |
| Minister für Wissenschafts- und Technologiepolitik, Angelegenheiten von Okinawa und der Nördlichen Territorien, Weltraumpolitik zuständig für „maritime Angelegenheiten“ (kaiyō seisaku), „IT-Politik“ (jōhō tsūshin gijutsu seisaku), „Territorialkonflikte“ (ryōdo mondai)                                             | Ichita Yamamoto   | Ichita Yamamoto   | Sangiin | LDP      | —           |
| Ministerin für Geburtenrückgang, Geschlechtergleichstellung, Verbraucherschutz und Lebensmittelsicherheit zuständig für die „Leistungskraft von Frauen und die Förderung des Aufziehens von Kindern“ (josei katsuryoku・kosodate shien)                                                                                  | Masako Mori       | Masako Mori       | Sangiin | LDP      | Machimura   |
| Minister für Wirtschafts- & Finanzpolitik zuständig für die „Belebung der Wirtschaft“ (keizai saisei), „integrierte Reform von Sozialversicherungen und Steuern“ (shakaihoshō・zei ittai kaikaku) | Akira Amari       | Akira Amari       | Shūgiin | LDP      | —           |
| Ministerin für Regulierungsreform (kisei kaikaku) zuständig für „Verwaltungsreform“ (gyōsei kaikaku), „Reform des öffentlichen Dienstes“ (kōmuin seido kaikaku), die „Cool-Japan-Strategie“ (kūru japan senryaku), Sai-Challenge (sai charenji)                                                                          | Tomomi Inada      | Tomomi Inada      | Shūgiin | LDP      | Machimura   |

Die Staatsminister ohne Ministerium sind naikaku-fu tokumei tantō daijin („Minister beim Kabinettsamt für besondere Aufgaben“). Zusätzliche besondere Verantwortungsbereiche (beim Kabinettssekretariat oder anderen Ministerien und Behörden) kursiv.

## Vizechefkabinettssekretäre, Legislativbüroleiter, Berater des Premierministers, Staatssekretäre
Die Staatssekretäre (fukudaijin und daijinseimukan) wurden am 27. Dezember 2012 berufen.
| Amt | Name                                             | Kammer                               | Fraktion                             | Faktion                              |
| Kabinettssekretariat, Legislativbüro                                                                                                  | Kabinettssekretariat, Legislativbüro             | Kabinettssekretariat, Legislativbüro | Kabinettssekretariat, Legislativbüro | Kabinettssekretariat, Legislativbüro |
| --- | ------------------------------------------------ | ------------------------------------ | ------------------------------------ | ------------------------------------ |
| Stellvertretende Leiter des Kabinettssekretariats                                                                                     | Katsunobu Katō                                   | Shūgiin                              | LDP                                  | Nukaga                               |
| Stellvertretende Leiter des Kabinettssekretariats                                                                                     | Hiroshige Sekō                                   | Sangiin                              | LDP                                  | Machimura                            |
| Stellvertretende Leiter des Kabinettssekretariats                                                                                     | Kazuhiro Sugita                                  | —                                    | —                                    | —                                    |
| Leiter des Legislativbüros des Kabinetts                                                                                              | Tsuneyuki Yamamoto (bis 8. August 2013)          | —                                    | —                                    | —                                    |
| Leiter des Legislativbüros des Kabinetts                                                                                              | Ichirō Komatsu (8. August 2013 bis 16. Mai 2014) | —                                    | —                                    | —                                    |
| Leiter des Legislativbüros des Kabinetts                                                                                              | Yūsuke Yokobatake (ab 16. Mai 2014)              | —                                    | —                                    | —                                    |
| naikaku sōri-daijin hosakan („Berater des Premierministers“)                                                                          |                                                  |                                      |                                      |                                      |
| Berater für „Heimat“ (furusato) | Tarō Kimura                                      | Shūgiin                              | LDP                                  | Machimura                            |
| Berater für „den nationalen Sicherheitsrat und das Wahlsystem“ (kokka anzen hoshō kaigi oyobi senkyo seido)                           | Yōsuke Isozaki                                   | Sangiin                              | LDP                                  |                                      |
| Berater für „wichtige Aufgaben der nationalen Politik“ (kokusei no jūyō kadai)                                                        | Seiichi Etō                                      | Sangiin                              | LDP                                  | Nikai                                |
| Berater für „politische Planung“ (seisaku kikaku)                                                                                     | Eiichi Hasegawa                                  | —                                    | —                                    | —                                    |
| Berater für kokudo kyōjinka oyobi fukkō nado no shakai shihon seibi, chiiki kasseika narabi ni kenkō iryō ni kan suru seichō senryaku | Hiroto Izumi (ab Januar 2013)                    | –                                    | –                                    | –                                    |
| Fukudaijin („Vizeminister“) |                                                  |                                      |                                      |                                      |
| Wiederaufbau | Kōichi Tani                                      | Shūgiin                              | LDP                                  | Nikai                                |
| Wiederaufbau | Masayoshi Hamada                                 | Sangiin                              | Kōmeitō                              | —                                    |
| Kabinettsamt | Yasutoshi Nishimura                              | Shūgiin                              | LDP                                  | —                                    |
| Kabinettsamt | Chūichi Date (bis 30. September 2013)            | Sangiin                              | LDP                                  | Machimura                            |
| Kabinettsamt | Masazumi Gotōda (ab 30. September 2013)          | Shūgiin                              | LDP                                  | –                                    |
| Kabinettsamt, Wiederaufbau | Minoru Terada (bis 30. September 2013)           | Shūgiin                              | LDP                                  | Kishida                              |
| Kabinettsamt, Wiederaufbau | Hiroshi Okada (ab 30. September 2013)            | Sangiin                              | LDP                                  | –                                    |
| Allgemeine Angelegenheiten | Masahiko Shibayama (bis 30. September 2013)      | Shūgiin                              | LDP                                  | Machimura                            |
| Allgemeine Angelegenheiten | Yōko Kamikawa (ab 30. September 2013)            | Shūgiin                              | LDP                                  | Kishida                              |
| Allgemeine Angelegenheiten, Kabinettsamt                                                                                              | Tetsushi Sakamoto (bis 30. September 2013)       | Shūgiin                              | LDP                                  | Ishihara                             |
| Allgemeine Angelegenheiten, Kabinettsamt                                                                                              | Masakazu Sekiguchi (ab 30. September 2013)       | Sangiin                              | LDP                                  | Nukaga                               |
| Justiz | Shigeyuki Gotō (bis 30. September 2013)          | Shūgiin                              | LDP                                  | —                                    |
| Justiz | Shinsuke Okuno (ab 30. September 2013)           | Shūgiin                              | LDP                                  | Machimura                            |
| Auswärtige Angelegenheiten | Shun’ichi Suzuki (bis 30. September 2013)        | Shūgiin                              | LDP                                  | Kishida                              |
| Auswärtige Angelegenheiten | Masaji Matsuyama (bis 30. September 2013)        | Sangiin                              | LDP                                  | Kishida                              |
| Auswärtige Angelegenheiten | Nobuo Kishi (ab 30. September 2013)              | Shūgiin                              | LDP                                  | Machimura                            |
| Auswärtige Angelegenheiten | Norio Mitsuya (ab 30. September 2013)            | Shūggin                              | LDP                                  | Kishida/Tanigaki                     |
| Finanzen | Yūko Obuchi (bis 30. September 2013)             | Shūgiin                              | LDP                                  | Nukaga                               |
| Finanzen | Shun’ichi Yamaguchi (bis 30. September 2013)     | Shūgiin                              | LDP                                  | Asō                                  |
| Finanzen | Yoshihisa Furukawa (ab 30. September 2013)       | Shūgiin                              | LDP                                  | –                                    |
| Finanzen, Wiederaufbau | Jirō Aichi (ab 30. September 2013)               | Sangiin                              | LDP                                  | –                                    |
| Kultus und Wissenschaft | Yaichi Tanigawa (bis 30. September 2013)         | Shūgiin                              | LDP                                  | Machimura                            |
| Kultus und Wissenschaft | Teru Fukui (bis 30. September 2013)              | Shūgiin                              | LDP                                  | Kishida                              |
| Kultus und Wissenschaft | Yoshitaka Sakurada (ab 30. September 2013)       | Shūgiin                              | LDP                                  | Nukaga                               |
| Kultus und Wissenschaft | Kyōko Nishikawa (ab 30. September 2013)          | Shūgiin                              | LDP                                  | Asō                                  |
| Soziales und Arbeit, Wiederaufbau | Ken’ya Akiba (bis 30. September 2013)            | Shūgiin                              | LDP                                  | —                                    |
| Soziales und Arbeit | Keigo Masuya (bis 30. September 2013)            | Shūgiin                              | Kōmeitō                              | —                                    |
| Soziales und Arbeit | Shigeki Satō (ab 30. September 2013)             | Shūgiin                              | Kōmeitō                              | –                                    |
| Soziales und Arbeit | Shinako Tsuchiya (ab 30. September 2013)         | Shūgiin                              | LDP                                  | –                                    |
| Landwirtschaft, Forsten und Fischerei                                                                                                 | Taku Etō                                         | Shūgiin                              | LDP                                  | —                                    |
| Landwirtschaft, Forsten und Fischerei                                                                                                 | Yoshito Kajiya (bis 30. September 2013)          | Sangiin                              | LDP                                  | Kishida                              |
| Landwirtschaft, Forsten und Fischerei                                                                                                 | Takamori Yoshikawa (ab 30. September 2013)       | Shūgiin                              | LDP                                  | Nukaga                               |
| Wirtschaft und Industrie | Isshū Sugawara (bis 30. September 2013)          | Shūgiin                              | LDP                                  | —                                    |
| Wirtschaft und Industrie | Midori Matsushima (ab 30. September 2013)        | Shūgiin                              | LDP                                  | Machimura                            |
| Wirtschaft und Industrie, Kabinettsamt                                                                                                | Kazuyoshi Akaba                                  | Shūgiin                              | Kōmeitō                              | —                                    |
| Land und Verkehr | Hiroshi Kajiyama (bis 30. September 2013)        | Shūgiin                              | LDP                                  | —                                    |
| Land und Verkehr | Yōsuke Tsuruho (bis 30. September 2013)          | Sangiin                              | LDP                                  | Nikai                                |
| Land und Verkehr | Tsuyoshi Takagi (ab 30. September 2013)          | Shūgiin                              | LDP                                  | Machimura                            |
| Land und Verkehr | Kōtarō Nogami (ab 30. September 2013)            | Sangiin                              | LDP                                  | Machimura                            |
| Umwelt | Kazunori Tanaka (bis 30. September 2013)         | Shūgiin                              | LDP                                  | —                                    |
| Umwelt | Tomokatsu Kitagawa (ab 30. September 2013)       | Shūgiin                              | LDP                                  | Ōshima                               |
| Umwelt, Kabinettsamt | Shinji Inoue                                     | Shūgiin                              | LDP                                  | Asō                                  |
| Verteidigung | Akinori Eto (bis 30. September 2013)             | Shūgiin                              | LDP                                  | Ōshima                               |
| Verteidigung | Ryōta Takeda (ab 30. September 2013)             | Shūgiin                              | LDP                                  | –                                    |
| Daijinseimukan (Parlamentarische Staatssekretäre)                                                                                     |                                                  |                                      |                                      |                                      |
| Kabinettsamt | Daishirō Yamagiwa (bis 30. September 2013)       | Shūgiin                              | LDP                                  |                                      |
| Kabinettsamt, Wiederaufbau | Yoshitami Kameoka                                | Shūgiin                              | LDP                                  |                                      |
| Kabinettsamt, Wiederaufbau | Aiko Shimajiri (bis 30. September 2013)          | Sangiin                              | LDP                                  |                                      |
| Kabinettsamt, Wiederaufbau | Shinjirō Koizumi (ab 30. September 2013)         | Shūgiin                              | LDP                                  |                                      |
| Kabinettsamt, Wiederaufbau | Takamaro Fukuoka (ab 30. September 2013)         | Sangiin                              | LDP                                  | Nukaga                               |
| Allgemeine Angelegenheiten | Keiichirō Tachibana (bis 30. September 2013)     | Shūgiin                              | LDP                                  |                                      |
| Allgemeine Angelegenheiten | Satsuki Katayama (bis 30. September 2013)        | Sangiin                              | LDP                                  |                                      |
| Allgemeine Angelegenheiten | Masahito Fujikawa (ab 30. September 2013)        | Sangiin                              | LDP                                  | Asō                                  |
| Allgemeine Angelegenheiten, Kabinettsamt                                                                                              | Shigeo Kitamura (bis 30. September 2013)         | Shūgiin                              | LDP                                  |                                      |
| Allgemeine Angelegenheiten, Kabinettsamt                                                                                              | Tadahiko Itō (ab 30. September 2013)             | Shūgiin                              | LDP                                  | Nikai                                |
| Allgemeine Angelegenheiten, Kabinettsamt                                                                                              | Fumiaki Matsumoto (ab 30. September 2013)        | Shūgiin                              | LDP                                  | Machimura                            |
| Justiz | Masahito Moriyama (bis 30. September 2013)       | Shūgiin                              | LDP                                  |                                      |
| Justiz | Hiroshi Hiraguchi (ab 30. September 2013)        | Shūgiin                              | LDP                                  | Nukaga                               |
| Auswärtige Angelegenheiten | Toshiko Abe (bis 30. September 2013)             | Shūgiin                              | LDP                                  |                                      |
| Auswärtige Angelegenheiten | Minoru Kiuchi (bis 30. September 2013)           | Shūgiin                              | LDP                                  |                                      |
| Auswärtige Angelegenheiten | Kenta Wakabayashi (bis 30. September 2013)       | Sangiin                              | LDP                                  |                                      |
| Auswärtige Angelegenheiten | Seiji Kihara (ab 30. September 2013)             | Shūgiin                              | LDP                                  | Kishida                              |
| Auswärtige Angelegenheiten | Takao Makino (ab 30. September 2013)             | Sangiin                              | LDP                                  | Nukaga                               |
| Auswärtige Angelegenheiten | Hirotaka Ishihara (ab 30. September 2013)        | Shūgiin                              | LDP                                  | Ishihara                             |
| Finanzen | Yoshitaka Itō (bis 30. September 2013)           | Shūgiin                              | LDP                                  |                                      |
| Finanzen | Yuzuru Takeuchi (bis 30. September 2013)         | Shūgiin                              | Kōmeitō                              | —                                    |
| Finanzen | Yasuhiro Hanashi (ab 30. September 2013)         | Shūgiin                              | LDP                                  | Kishida                              |
| Finanzen | Hiroshi Yamamoto (ab 30. September 2013)         | Sangiin                              | Kōmeitō                              | –                                    |
| Kultus und Wissenschaft | Hideki Niwa (bis 30. September 2013)             | Shūgiin                              | LDP                                  |                                      |
| Kultus und Wissenschaft | Hiroyuki Yoshiie (bis 30. September 2013)        | Shūgiin                              | LDP                                  |                                      |
| Kultus und Wissenschaft | Tsutomu Tomioka (ab 30. September 2013)          | Shūgiin                              | LDP                                  | Ishihara                             |
| Kultus und Wissenschaft | Michiko Ueno (ab 30. September 2013)             | Sangiin                              | LDP                                  | –                                    |
| Soziales und Arbeit | Naomi Tokashiki (bis 30. September 2013)         | Shūgiin                              | LDP                                  |                                      |
| Soziales und Arbeit | Tamayo Marukawa (bis 30. September 2013)         | Sangiin                              | LDP                                  |                                      |
| Soziales und Arbeit | Shūichi Takatori (ab 30. September 2013)         | Shūgiin                              | LDP                                  | Machimura                            |
| Soziales und Arbeit | Kiyomi Akaishi (ab 30. September 2013)           | Sangiin                              | LDP                                  | Machimura                            |
| Landwirtschaft, Forsten und Fischerei                                                                                                 | Hisashi Inatsu (bis 30. September 2013)          | Shūgiin                              | Kōmeitō                              | —                                    |
| Landwirtschaft, Forsten und Fischerei                                                                                                 | Yasuhiro Ozato (ab 30. September 2013)           | Shūgiin                              | LDP                                  | Kishida/Tanigaki                     |
| Landwirtschaft, Forsten und Fischerei                                                                                                 | Shin’ichi Yokoyama (ab 30. September 2013)       | Sangiin                              | Kōmeitō                              | –                                    |
| Landwirtschaft, Forsten und Fischerei, Wiederaufbau                                                                                   | Tadayoshi Nagashima (bis 30. September 2013)     | Shūgiin                              | LDP                                  |                                      |
| Wirtschaft und Industrie | Yukari Satō (bis 30. September 2013)             | Sangiin                              | LDP                                  |                                      |
| Wirtschaft und Industrie | Ryōsei Tanaka (ab 30. September 2013)            | Shūgiin                              | LDP                                  | –                                    |
| Wirtschaft und Industrie, Kabinettsamt                                                                                                | Masaaki Taira (bis 30. September 2013)           | Shūgiin                              | LDP                                  |                                      |
| Wirtschaft und Industrie, Kabinettsamt                                                                                                | Yoshihiko Isozaki (ab 30. September 2013)        | Sangiin                              | LDP                                  | –                                    |
| Land und Verkehr | Ryōsei Akazawa (bis 30. September 2013)          | Shūgiin                              | LDP                                  |                                      |
| Land und Verkehr | Shimpei Matsushita (bis 30. September 2013)      | Sangiin                              | LDP                                  |                                      |
| Land und Verkehr | Tōru Doi (ab 30. September 2013)                 | Shūgiin                              | LDP                                  | Machimura                            |
| Land und Verkehr | Yaichi Nakahara (ab 30. September 2013)          | Sangiin                              | LDP                                  | Nikai                                |
| Land und Verkehr, Wiederaufbau | Takeshi Tokuda (bis Februar 2013)                | Shūgiin                              | LDP                                  |                                      |
| Land und Verkehr, Wiederaufbau | Manabu Sakai (ab 6. Februar 2013)                | Shūgiin                              | LDP                                  |                                      |
| Umwelt | Ken Saitō (bis 30. September 2013)               | Shūgiin                              | LDP                                  |                                      |
| Umwelt | Hideki Makihara (ab 30. September 2013)          | Shūgiin                              | LDP                                  |                                      |
| Umwelt, Kabinettsamt | Kōzō Akino (bis 30. September 2013)              | Sangiin                              | Kōmeitō                              | —                                    |
| Umwelt, Kabinettsamt | Tomoko Ukishima (ab 30. September 2013)          | Shūgiin                              | Kōmeitō                              | –                                    |
| Verteidigung | Akira Satō (bis 30. September 2013)              | Shūgiin                              | LDP                                  |                                      |
| Verteidigung | Masahisa Satō (bis 30. September 2013)           | Sangiin                              | LDP                                  |                                      |
| Verteidigung | Minoru Kihara (ab 30. September 2013)            | Shūgiin                              | LDP                                  | Nukaga                               |
| Verteidigung | Kenji Wakamiya (ab 30. September 2013)           | Shūgiin                              | LDP                                  | Nukaga                               |

## Rücktritt
- MLIT-Staatssekretär Tokuda trat im Februar 2013 zurück.[7]